# Schoutambt
Het schoutambt is een lokale bestuursvorm van het ancien régime. Aan het hoofd van een schoutambt stond de schout (sculetus, schult en scholt), doorgaans geassisteerd door schepenen, borgemeesters en tal van andere functionarissen. Een schoutambt verenigde ordehandhaving en rechtspraak in een organisatie en was doorgaans een onderdeel van een grote bestuursstructuur, zoals het drostambt.

## Nederland
In 1802 werd in de Bataafse Republiek een nieuwe landelijke indeling gemaakt, waarbij ook de plaatselijke besturen werden gereorganiseerd. Het platteland werd opgedeeld in schoutambten met aan het hoofd een schout-civiel. Na de Franse tijd werden de schoutambten opgeheven en vervangen door de huidige bestuursstructuur met provincies en gemeenten. 

## Andere benamingen
In sommige gebieden, zoals Twente, noemde men een schoutambt richterambt. De schout werd daar richter genoemd.